# دلورین موتور
دلورین موتور (انگلیسی: DeLorean Motor) شرکت خودروسازی آمریکایی است، که در سال ۱۹۷۵ توسط جان دلورین تأسیس شد و در سال ۱۹۸۲ منحل گردید.